# Денисовка (Монастырщинский район)
Денисовка — деревня в Монастырщинском районе Смоленской области России. Входит в состав Новомихайловского сельского поселения. Население — 8 жителей (2007 год). 
Расположена в западной части области в 14 км к юго-западу от Монастырщины, в 53 км западнее автодороги А141 Орёл — Витебск, на берегу реки Фроловка. В 55 км восточнее деревни расположена железнодорожная станция Энгельгардтовская на линии Смоленск — Рославль. 

## История
В годы Великой Отечественной войны деревня была оккупирована гитлеровскими войсками в июле 1941 года, освобождена в сентябре 1943 года.